# Ямайка на летней Универсиаде 2013
Ямайка на летней Универсиаде 2013 года была представлена 9 спортсменами в 2 видах спорта. Страна заняла 46-е место в общекомандном зачёте.

## Призёры
| Медаль  | Спортсмен        | Вид спорта      | Дисциплина                      | Дата    |
| ------- | ---------------- | --------------- | ------------------------------- | ------- |
| Серебро | Рашид Дуайер     | Лёгкая атлетика | Мужчины, 200 метров             | 10 июля |
| Бронза  | Николас Мэйтленд | Лёгкая атлетика | Мужчины, 400 метров             | 9 июля  |
| Бронза  | Анастасия Лерой  | Лёгкая атлетика | Женщины, 400 метров             | 9 июля  |
| Бронза  | Даниэлла Уильямс | Лёгкая атлетика | Женщины, 100 метров с барьерами | 10 июля |

## Результаты

### Бадминтон

#### Мужчины
| Соревнование     | Спортсмены         | 1/128 финала  | 1/64 финала             | 1/32 финала          | 1/16 финала          | Четвертьфинал        | Полуфинал            | Финал                | Итоговое место |
| Соревнование     | Спортсмены         | Соперник Счёт | Соперник Счёт           | Соперник Счёт        | Соперник Счёт        | Соперник Счёт        | Соперник Счёт        | Соперник Счёт        | Итоговое место |
| ---------------- | ------------------ | ------------- | ----------------------- | -------------------- | -------------------- | -------------------- | -------------------- | -------------------- | -------------- |
| Одиночный разряд | Гарет Хенри (нем.) | Не участвовал | Ким Минчи (KOR) Пор. WO | Завершил выступление | Завершил выступление | Завершил выступление | Завершил выступление | Завершил выступление | 33             |

### Лёгкая атлетика

#### Мужчины
| Дисциплина    | Спортсмен             | Первый раунд | Первый раунд | Второй раунд | Второй раунд | Полуфинал    | Полуфинал    | Финал                | Финал                |
| Дисциплина    | Спортсмен             | Результат    | Место        | Результат    | Место        | Результат    | Место        | Результат            | Итоговое место       |
| ------------- | --------------------- | ------------ | ------------ | ------------ | ------------ | ------------ | ------------ | -------------------- | -------------------- |
| 100 м         | Николас Уотсон        | 10.43        | 5            | 10.35        | 8            | 10.49        | 9            | Завершил выступление | Завершил выступление |
| 100 м         | Рашид Дуайер          | Не стартовал | Не стартовал | Не стартовал | Не стартовал | Не стартовал | Не стартовал | Не стартовал         | Не стартовал         |
| 200 м         | Рашид Дуайер          | 21.00        | 2            | 21.07        | 13           | 20.31        | 1            | 20.23                |                      |
| 400 м         | Николас Мэйтленд      | 46.76        | 5            |              |              | 46.04        | 5            | 45.63                |                      |
| Толкание ядра | Раймонд Браун         | 18.28        | 11           |              |              |              |              | 18.08                | 10                   |
| Метание диска | Трэвис Смайкл (англ.) | 58.96        | 6            |              |              |              |              | 60.91                | 4                    |

#### Женщины
| Дисциплина     | Спортсмен        | Квалификационный раунд | Квалификационный раунд | Полуфинал | Полуфинал | Финал     | Финал          |
| Дисциплина     | Спортсмен        | Результат              | Место                  | Результат | Место     | Результат | Итоговое место |
| -------------- | ---------------- | ---------------------- | ---------------------- | --------- | --------- | --------- | -------------- |
| 400 м          | Анастасия Лерой  | 53.33                  | 3                      | 52.14     | 2         | 51.72     |                |
| 100 м с/б      | Даниэлла Уильямс | 13.10                  | 4                      |           |           | 12.84     |                |
| Тройной прыжок | Шанейка Томас    | 13.58                  | 4                      |           |           | 13.53     | 6              |